# Jan P. Syse
Jan P. Syse (Nøtterøy, 25 novembre 1930 – Oslo, 17 settembre 1997) è stato un politico e avvocato norvegese, esponente di Høyre e ministro di Stato della Norvegia dal 16 ottobre 1989 al 3 novembre 1990.
Dopo essersi laureato in giurisprudenza nel 1957, diventa membro del consiglio nazionale di Høyre. Nel 1963 viene eletto nel consiglio cittadino di Oslo e nel 1965 entra in Parlamento.